# Kuklen
Kuklen (en búlgaro: Куклен) es una ciudad de Bulgaria en la provincia de Plovdiv.

## Geografía
Se encuentra a una altitud de 288 m s. n. m. a 158 km de la capital nacional, Sofía.

## Demografía
Según estimación 2012 contaba con una población de 5 747 habitantes.
|         | 2004 | 2005 | 2006  | 2007  | 2008  | 2009  | 2010  | 2011  |
| Mujeres |      |      | 3 051 | 3 052 | 3 043 | 3 041 | 3 013 | 2 976 |
| Varones |      |      | 2 881 | 2 885 | 2 859 | 2 885 | 2 824 | 2 878 |
| Total   |      |      | 5 932 | 5 907 | 5 902 | 5 896 | 5 837 | 5854  |